# Julija Fomenková
Julija Nikolajevna Fomenková (rozená Julija Čiženková rusky Юлия Николаевна Чиженко-Фоменко; * 30. srpna 1979 Archangelsk, Archangelská oblast) je ruská atletka, běžkyně, jejíž hlavní disciplínou je běh na 1500 metrů. Od 25. ledna 2006 drží halový evropský rekord v běhu na 1000 metrů, jehož hodnota je 2:32,16. Za halovým světovým rekordem, který drží od roku 1999 Maria Mutolaová zaostala o 1 sekundu a 22 setin.

## Kariéra
První výrazný úspěch zaznamenala v roce 2003 na světové letní univerziádě v jihokorejském Tegu, kde skončila ve finále běhu na 1500 metrů na 4. místě. Na halovém ME 2005 v Madridu nepostoupila z kvalifikace, když v rozběhu obsadila první nepostupové místo. V témže roce se stala mistryní Ruska a zúčastnila se tak světového šampionátu v Helsinkách. Ve finále doběhla na 2. místě, když nestačila jen na svoji krajanku Taťjanu Tomašovovou a získala stříbro. Ze stříbrné pozice však byla kvůli nedovolenému strkání v průběhu závodu diskvalifikována. V roce 2006 se stala v Moskvě halovou mistryní světa v běhu na 1500 metrů (4:04,70). V témže roce vybojovala také stříbrnou medaili na evropském šampionátu v Göteborgu.
Na Mistrovství světa v atletice 2007 v japonské Ósace původně obsadila 7. místo. Všechny její výsledky, kterých dosáhla od 27. dubna 2007 však byly později anulovány, včetně stříbrné medaile, kterou získala na halovém MS 2008 ve Valencii v běhu na 1500 metrů ve druhém nejlepším času historie 3:59,41.

### Manipulace se vzorky
Za údajnou manipulaci s dopingovými vzorky (moč), které byly Fomenkové a dalším šesti ruským atletkám (Taťjana Tomašovová, Jelena Sobolevová, Světlana Čerkasovová, Olga Jegorovová, Darja Piščalnikovová a Gulfija Chanafejevová) odebrány na jaře roku 2007 dostala Fomenková dvouletý zákaz startů, který začal platit 31. července 2008. Jejich trest byl později prodloužen o dalších devět měsíců a vypršel 30. dubna 2011.

## Osobní rekordy
Hala
- 1000 m – 2:32,16 – 25. ledna 2006, Moskva (ER)
- 1500 m – 4:01,26 – 18. února 2006, Moskva

Dráha
- 1000 m – 2:33,49 – 22. srpna 2006, Linec
- 1500 m – 3:55,68 – 8. července 2006, Paříž